# さくらサンキュー
「さくらサンキュー」は、日本の女性アイドルグループ・アイドリング!!!の楽曲。2013年2月13日にポニーキャニオンからリリースした、通算19枚目のシングル。楽曲は、シンガーソングライター・多田慎也が制作した。

## 背景・制作
前作「One Up!!!/苺牛乳」から、6か月後に発表した19thシングル。
21人編成では最後の作品。前年末の本作収録後に、野元愛が急遽グループを卒業したため、当初のプランから制作の一部を差替えている。
表題曲
表題曲の制作は、シンガーソングライター・多田慎也が担当した。後の5thアルバム『GOLD EXPERIENCE』に、当時の在籍メンバー25人で再録したバージョンも収録されている。
楽曲は、グループ初の卒業ソング。淡い恋心や学校での思い出を綴り、表題にある桜が舞う季節の別れと、相手への「感謝（サンキュー）」の気持ちをテーマにしている。メンバーは「要約すると、"明るくバイバイしようよ"という卒業ソング」だと述べている。サウンドは、かき鳴らされるアコースティック・ギターが疾走感を演出して、曲を牽引する青春ポップスとなっている。
カップリング曲
c/w曲の制作は、leonn・日比野裕史・渡辺徹 (作曲家)といった、グループの楽曲制作に馴染みのソングライターが担当している。ほか、初回限定盤A・Bに収録された「申し訳ないとPresents IDOLING!!! MEGAMIX!!! -Digest-」は、グループと親交のあるDJ“ミッツィー申し訳”による、アイドリング!!!の歴代楽曲をミクスチャーしたDJ形式なものとなっている。こちらは同年1月30日に、シングルリリースに先行して音楽配信もされた。
収録メンバー
c/wはユニット曲となっている。「Secret Xmas」は女性アイドルグループ『シークレットガールズ』に在籍していたメンバー、「voice」はアイドリング!!!1期生（1st Idoling!!!）が選抜された。
| 楽曲                 | 形態                | メンバー |
| -------------------- | ------------------- | --- |
| 「さくらサンキュー」 | 全形態共通          | 遠藤舞・外岡えりか・横山ルリカ・河村唯・長野せりな・酒井瞳・朝日奈央・菊地亜美・三宅ひとみ・橘ゆりか・大川藍・橋本楓・倉田瑠夏・伊藤祐奈・野元愛・後藤郁・尾島知佳・高橋胡桃・石田佳蓮・玉川来夢・清久レイア |
| 「Secret Xmas」      | 通常盤・初回限定盤A | 朝日奈央・橋本楓・伊藤祐奈 |
| 「voice」            | 初回限定盤B         | 遠藤舞・外岡えりか・横山ルリカ |

## リリース
初回限定盤A・B、通常盤の3形態でリリース。初回限定盤AにはDVDとトレーディングカードA（全20種の内1枚）、初回限定盤BにはBlu-ray Disc、通常盤にはトレーディングカードB（全20種の内1枚）の封入特典が付く。また、全形態の初回生産分に「発売記念イベント参加券」と携帯アプリ『IDOL☆J@M』対応「さくらサンキューカード」シリアルコードが封入されている。
特典企画
指定の店舗でのみ、先着購入者に「オリジナルポスター（各店絵柄別）」を進呈する、特典企画を実施している。

## プロモーション
楽曲のプロモーションで、以下のメディアに出演した。
TV番組
- ミューサタ（2013年2月1・8・15・22日、フジテレビ）
- 魁!音楽番付〜EIGHT〜（2013年2月13日、フジテレビ）
- Music B.B.（2013年2月15日、テレビ神奈川）
- つながるGO!GO!（2013年2月20日、J:COMチャンネル）

配信番組
- 西川貴教のイエノミ!!（2013年2月14日、ニコニコ生放送）
- わくわくドワンゴ ミュージックランド（2013年2月25日、ニコニコ生放送）

ラジオ番組
- ライムスター宇多丸のウィークエンド・シャッフル（2013年2月9日、TBSラジオ）
- 〜IDOL SHOWCASE〜 i-BAN!!（2013年2月10日、NACK5）
- リッスン? 〜Live 4 Life〜（2013年2月13日、文化放送）
- SCHOOL NINE（2013年2月14日、JFNC）
- The Nutty Radio Show おに魂（2013年2月14日、NACK5）
- 渋谷に桜が咲いたよスペシャル!（2013年2月17日、TOKYO FM）

主催企画
発売記念イベント兼ねた握手会が、以下の日時・場所で実施され、2月14日のバレンタインデーには各地で展開した。
「さくらサンキュー」発売記念イベント
- 2013年2月14日 池袋サンシャインシティ 新星堂アルパ店 / タワーレコード新宿店 / タワーレコード渋谷店 / HMV大宮ロフト店 / SHIBUYA TSUTAYA
- 2013年2月17日 東京流通センター
- 2013年3月2日 フジテレビ湾岸スタジオ多目的ホール

キャンペーン
レギュラー番組『アイドリング!!!』のMCを務めるお笑いタレント・バカリズムを起用し、「ニセモノは誰だ!?〜アイドリング!!!を探せ〜」と題した応募プレゼントキャンペーンが展開された。アイドリング!!!メンバーの中に、女装をしたバカリズムが紛れ込んでいるという設定の巨大ビルボードが、東京・大阪・名古屋などのJR7ヵ所で掲出されている。応募当選者には、「アイドリング!!!サイン入りポスター」が進呈された。
タワーレコードが企画する「monthly TOWER PUSH!!!」の2月度ピックアップアーティストに選出され、発売月に全店で特製大型ポスターが掲出された。

## アートワーク
ジャケット写真の割り振りは以下の通りで、メンバー 野元愛は、前述した経緯により含まれていない。衣装は表題に因み、桜をイメージした配色となっている。
| 形態        | メンバー                                                                                                 |
| ----------- | --- |
| 初回限定盤A | 遠藤舞・外岡えりか・横山ルリカ・長野せりな・酒井瞳・菊地亜美・三宅ひとみ・高橋胡桃・石田佳蓮・清久レイア |
| 初回限定盤B | 河村唯・朝日奈央・橘ゆりか・大川藍・橋本楓・倉田瑠夏・伊藤祐奈・後藤郁・尾島知佳・玉川来夢               |
| 通常盤      | 上記メンバー20名                                                                                         |

## ミュージック・ビデオ
シングルの発売後に、表題曲とc/w曲「voice」の45秒版ミュージック・ビデオが、YouTubeで無料公開されていた。初回限定盤A・Bに付属するDVDやBDにも収録され、表題曲のみ2種のバージョンが存在する。
ロケ地は、茨城県龍ケ崎市にある龍ケ崎市陸上競技場たつのこフィールド及び龍ヶ岡公園で撮影された。劇中では、女子ラグビー部という設定のストーリー仕立てとなっており、メンバーが総出演してドラマを演じている。また、前述した野元愛のグループ卒業が撮影後だったため、差替え無しで登場している。

## ライブ・パフォーマンス
発売イベントを兼ねたミニライブが、以下の日時・場所で実施された。
「さくらサンキュー」発売記念イベント
- 2013年2月12日 青海ヴィーナスフォート 2F教会広場
- 2013年2月13日 渋谷マウントレーニアホール（定期公演）
- 2013年2月15日 ラゾーナ川崎プラザ
- 2013年2月16日 名古屋市オアシス21銀河の広場 特設ステージ
- 2013年2月16日 西宮市阪急西宮ガーデンズ 4Fスカイガーデン木の葉のステージ

ライブイベント
表題曲とカップリング曲「Secret Xmas」はリリースに先行し、昨年11月25日に開催した『アイドリング!!! 12thライブ』公演において初披露され、野元愛が最初で最後のパフォーマンスをしている。以上2曲の演奏中に限り、観客の携帯電話端末での撮影を解禁し、動画共有サイトへの投稿も許可する試みを実施した。収録曲はグループ定期公演のほか、以下のイベント等でライブ披露している。
- アイドリング!!! 12thライブ NiceでHotなKissしちゃいたい! 略してNHKング!!!（2012年11月25日、NHKホール）
- ニコはちライブ（2012年12月28日ほか、六本木ニコファーレ）
- LiVE GiRLPOP Vol.2〜Spring Party〜（2013年4月21日、Zepp Tokyo）
- ニコニコ超会議2 ニコニコ超アイドルステージ（2013年4月27日、幕張メッセ国際展示場1～8ホールRED STAGE）
- 葛飾にいじゅくみらい公園開設記念イベント（2013年4月27日、葛飾にいじゅくみらい公園屋外ステージ）
- ヤマダ電機 家電フェア2013（2013年5月5日、パシフィコ横浜 展示ホールC･D）
- 「アイドリング!!!西へ!東へ!!ミステリィツアーング!!!2013」

（2013年4月13日、Zepp Tokyo）（2013年5月3日、Zepp Namba OSAKA）（2013年6月1日、Zepp DiverCity）

## シングル収録トラック
| #         | タイトル                                                | 作詞      | 作曲       | 編曲      | Mix                | 時間  |
| --------- | ------------------------------------------------------- | --------- | ---------- | --------- | ------------------ | ----- |
| 1.        | 「さくらサンキュー」                                    | 多田慎也  | 多田慎也   | 楊慶豪    |                    | 3:59  |
| 2.        | 「Secret Xmas」                                         | M.B.L     | 日比野裕史 | 渡辺徹    |                    | 3:26  |
| 3.        | 「さくらサンキュー」(Instrumental)                      |           |            |           |                    | 3:58  |
| 4.        | 「Secret Xmas」(Instrumental)                           |           |            |           |                    | 3:26  |
| 5.        | 「申し訳ないとPresents IDOLING!!! MEGAMIX!!! -Digest-」 |           |            |           | DJミッツィー申し訳 | 4:35  |
| 合計時間: | 合計時間:                                               | 合計時間: | 合計時間:  | 合計時間: | 合計時間:          | 19:24 |

| #  | タイトル                           | 作詞 | 作曲・編曲 |
| -- | ---------------------------------- | ---- | ---------- |
| 1. | 「さくらサンキュー」(Music Video)  |      |            |
| 2. | 「さくらサンキュー」(Dancing Ver.) |      |            |
| 3. | 「さくらサンキュー」(MVメイキング) |      |            |

| #         | タイトル                                                | 作詞      | 作曲・編曲 | 時間  |
| --------- | ------------------------------------------------------- | --------- | ---------- | ----- |
| 1.        | 「さくらサンキュー」                                    |           |            | 3:59  |
| 2.        | 「voice」                                               | leonn     | 日比野裕史 | 3:30  |
| 3.        | 「さくらサンキュー」(Instrumental)                      |           |            | 3:58  |
| 4.        | 「voice」(Instrumental)                                 |           |            | 3:30  |
| 5.        | 「申し訳ないとPresents IDOLING!!! MEGAMIX!!! -Digest-」 |           |            | 4:35  |
| 合計時間: | 合計時間:                                               | 合計時間: | 合計時間:  | 19:32 |

| #  | タイトル                           | 作詞 | 作曲・編曲 |
| -- | ---------------------------------- | ---- | ---------- |
| 1. | 「さくらサンキュー」(Music Video)  |      |            |
| 2. | 「さくらサンキュー」(Dancing Ver.) |      |            |
| 3. | 「さくらサンキュー」(MVメイキング) |      |            |
| 4. | 「voice」(Music Video)             |      |            |
| 5. | 「voice」(MVメイキング)            |      |            |
| 6. | 「おまけのサンキュー」             |      |            |

| #         | タイトル                           | 作詞  | 作曲・編曲 | 時間 |
| --------- | ---------------------------------- | ----- | ---------- | ---- |
| 1.        | 「さくらサンキュー」               |       |            | 3:59 |
| 2.        | 「Secret Xmas」                    |       |            | 3:26 |
| 3.        | 「さくらサンキュー」(Instrumental) |       |            | 3:58 |
| 4.        | 「Secret Xmas」(Instrumental)      |       |            | 3:23 |
| 合計時間: | 合計時間:                          | 14:46 |            |      |